# Concediu anual
Concediul anual este concediul plătit din timpul de muncă acordat de angajatori angajaților pentru a fi folosit pentru orice dorește angajatul. În funcție de politicile angajatorului, un număr diferit de zile poate fi oferit, iar angajatul poate fi obligat să dea o anumită perioadă de preaviz, poate fi nevoit să se coordoneze cu angajatorul pentru a fi sigur că personalul este acoperit în mod adecvat în timpul absenței angajatului și alte cerințe ar trebui să fie îndeplinite. Marea majoritate a țărilor și-au mandatat o perioadă anuală de concediu plătit de lege, deși Statele Unite ale Americii este o excepție notabilă, neavând concediu minim plătit și tratarea lui ca mai degrabă un cadou decât un drept.